# Marasmiellus
A Marasmiellus a gombák egyik nemzetsége a gombák Marasmiacae családjában. Ezt a széles területeken elterjedt gombanemzetséget először az amerikai mikológus, William Murrill körvonalazta 1915-ben. A nemzetségbe mintegy 250 faj tartozik.
A Marasmiellus nemzetség elnevezése a görög marasmus szóból ered, melynek jelentése „pocsékolás”.

## Fordítás
Ez a szócikk részben vagy egészben a Marasmiellus című angol Wikipédia-szócikk ezen változatának fordításán alapul.  Az eredeti cikk szerkesztőit annak laptörténete sorolja fel. Ez a jelzés csupán a megfogalmazás eredetét és a szerzői jogokat jelzi, nem szolgál a cikkben szereplő információk forrásmegjelöléseként.